# Bur Kalanasan
Bur Kalanasan är ett berg i Indonesien.   Det ligger i provinsen Aceh, i den västra delen av landet, 1 500 km nordväst om huvudstaden Jakarta. Toppen på Bur Kalanasan är 2 876 meter över havet, eller 804 meter över den omgivande terrängen. Bredden vid basen är 13,4 km.
Terrängen runt Bur Kalanasan är bergig åt sydväst, men åt nordost är den kuperad.Runt Bur Kalanasan är det glesbefolkat, med 12 invånare per kvadratkilometer. I omgivningarna runt Bur Kalanasan växer i huvudsak städsegrön lövskog.